# Thamnomys major
Espèce
Synonymes
- Thamnomys kempi major Hatt, 1934[2]

Thamnomys major est une espèce de rongeurs de la famille des Muridae endémique de la République démocratique du Congo.

## Distribution
L'espèce est endémique des pentes septentrionales du mont Karisimbi, un volcan inactif du Nord-Kivu en République démocratique du Congo.

## Systématique
Cette espèce a été initialement décrite par Robert Hatt (d) en 1934 comme étant une sous-espèce de Thamnomys kempi, sous le taxon de Thamnomys kempi major.

## Publication originale
- (en) Robert T. Hatt, « Fourteen hitherto unrecognized African rodents », American Museum Novitates, New York, Musée américain d'histoire naturelle, no 708,‎ 4 avril 1934, p. 1-15 (ISSN 0003-0082 et 1937-352X, OCLC 47720325, lire en ligne).